# 211 a.C.

## Eventos
- Cneu Fúlvio Centúmalo e Públio Sulpício Galba Máximo, cônsules romanos[1].
- Oitavo ano da Segunda Guerra Púnica:
  - Segunda Batalha de Cápua - Aníbal falha em levantar o cerco da cidade pelos romanos. Logo depois, a cidade é conquistada por Quinto Fúlvio Flaco e Ápio Cláudio Pulcro.
  - Marcha de Aníbal a Roma - Sem conseguir libertar Cápua, Aníbal marcha contra Roma.
  - Campanha do Bétis Superior
    - Batalha de Cástulo - Públio Cornélio Cipião é morto pelos cartagineses liderados pelo irmão de Aníbal, Asdrúbal, na Hispânia.
    - Batalha de Ilorci - Poucos dias depois de seu irmão Públio, Cneu Cornélio Cipião Calvo também é morto em combate por Asdrúbal.

  - Quarto ano da Primeira Guerra Macedônica.

## Mortes
- Públio Cornélio Cipião e seu irmão, Cneu Cornélio Cipião Calvo, procônsules romanos, mortos em batalha na Hispânia.